# Llista d'asteroides/74601–74700
| Nom              | Designació provisional | Data de descobriment | Lloc de descobriment     | Descobridor/s      |
| ---------------- | ---------------------- | -------------------- | ------------------------ | ------------------ |
| 74601 -          | 1999 RK3               | 5 de setembre, 1999  | Ondřejov                 | L. Šarounová       |
| 74602 -          | 1999 RJ4               | 5 de setembre, 1999  | Catalina                 | CSS                |
| 74603 -          | 1999 RL6               | 3 de setembre, 1999  | Kitt Peak                | Spacewatch         |
| 74604 -          | 1999 RU11              | 7 de setembre, 1999  | Socorro                  | LINEAR             |
| 74605 -          | 1999 RL12              | 7 de setembre, 1999  | Socorro                  | LINEAR             |
| 74606 -          | 1999 RR12              | 7 de setembre, 1999  | Socorro                  | LINEAR             |
| 74607 -          | 1999 RJ14              | 7 de setembre, 1999  | Socorro                  | LINEAR             |
| 74608 -          | 1999 RC17              | 7 de setembre, 1999  | Socorro                  | LINEAR             |
| 74609 -          | 1999 RE17              | 7 de setembre, 1999  | Socorro                  | LINEAR             |
| 74610 -          | 1999 RJ17              | 7 de setembre, 1999  | Socorro                  | LINEAR             |
| 74611 -          | 1999 RK17              | 7 de setembre, 1999  | Socorro                  | LINEAR             |
| 74612 -          | 1999 RW17              | 7 de setembre, 1999  | Socorro                  | LINEAR             |
| 74613 -          | 1999 RP19              | 7 de setembre, 1999  | Socorro                  | LINEAR             |
| 74614 -          | 1999 RP21              | 7 de setembre, 1999  | Socorro                  | LINEAR             |
| 74615 -          | 1999 RT21              | 7 de setembre, 1999  | Socorro                  | LINEAR             |
| 74616 -          | 1999 RJ22              | 7 de setembre, 1999  | Socorro                  | LINEAR             |
| 74617 -          | 1999 RP23              | 7 de setembre, 1999  | Socorro                  | LINEAR             |
| 74618 -          | 1999 RQ23              | 7 de setembre, 1999  | Socorro                  | LINEAR             |
| 74619 -          | 1999 RM25              | 7 de setembre, 1999  | Socorro                  | LINEAR             |
| 74620 -          | 1999 RZ27              | 8 de setembre, 1999  | Črni Vrh                 | H. Mikuž           |
| 74621 -          | 1999 RG28              | 7 de setembre, 1999  | Anderson Mesa            | LONEOS             |
| 74622 -          | 1999 RF29              | 8 de setembre, 1999  | Socorro                  | LINEAR             |
| 74623 -          | 1999 RX29              | 8 de setembre, 1999  | Socorro                  | LINEAR             |
| 74624 -          | 1999 RS32              | 10 de setembre, 1999 | Ametlla de Mar           | J. Nomen           |
| 74625 Tieproject | 1999 RR34              | 10 de setembre, 1999 | Campo Catino             | G. Masi, F. Mallia |
| 74626 -          | 1999 RW38              | 12 de setembre, 1999 | Reedy Creek              | J. Broughton       |
| 74627 -          | 1999 RP42              | 14 de setembre, 1999 | Višnjan Observatory      | K. Korlević        |
| 74628 -          | 1999 RV42              | 12 de setembre, 1999 | Črni Vrh                 | Črni Vrh           |
| 74629 -          | 1999 RB45              | 11 de setembre, 1999 | Saint-Michel-sur-Meurthe | L. Bernasconi      |
| 74630 -          | 1999 RD46              | 7 de setembre, 1999  | Socorro                  | LINEAR             |
| 74631 -          | 1999 RS46              | 7 de setembre, 1999  | Socorro                  | LINEAR             |
| 74632 -          | 1999 RQ47              | 7 de setembre, 1999  | Socorro                  | LINEAR             |
| 74633 -          | 1999 RC48              | 7 de setembre, 1999  | Socorro                  | LINEAR             |
| 74634 -          | 1999 RJ50              | 7 de setembre, 1999  | Socorro                  | LINEAR             |
| 74635 -          | 1999 RR51              | 7 de setembre, 1999  | Socorro                  | LINEAR             |
| 74636 -          | 1999 RK52              | 7 de setembre, 1999  | Socorro                  | LINEAR             |
| 74637 -          | 1999 RS56              | 7 de setembre, 1999  | Socorro                  | LINEAR             |
| 74638 -          | 1999 RV57              | 7 de setembre, 1999  | Socorro                  | LINEAR             |
| 74639 -          | 1999 RF59              | 7 de setembre, 1999  | Socorro                  | LINEAR             |
| 74640 -          | 1999 RW59              | 7 de setembre, 1999  | Socorro                  | LINEAR             |
| 74641 -          | 1999 RX60              | 7 de setembre, 1999  | Socorro                  | LINEAR             |
| 74642 -          | 1999 RJ61              | 7 de setembre, 1999  | Socorro                  | LINEAR             |
| 74643 -          | 1999 RJ62              | 7 de setembre, 1999  | Socorro                  | LINEAR             |
| 74644 -          | 1999 RK63              | 7 de setembre, 1999  | Socorro                  | LINEAR             |
| 74645 -          | 1999 RW67              | 7 de setembre, 1999  | Socorro                  | LINEAR             |
| 74646 -          | 1999 RD70              | 7 de setembre, 1999  | Socorro                  | LINEAR             |
| 74647 -          | 1999 RH71              | 7 de setembre, 1999  | Socorro                  | LINEAR             |
| 74648 -          | 1999 RM72              | 7 de setembre, 1999  | Socorro                  | LINEAR             |
| 74649 -          | 1999 RF73              | 7 de setembre, 1999  | Socorro                  | LINEAR             |
| 74650 -          | 1999 RS79              | 7 de setembre, 1999  | Socorro                  | LINEAR             |
| 74651 -          | 1999 RU82              | 7 de setembre, 1999  | Socorro                  | LINEAR             |
| 74652 -          | 1999 RE85              | 7 de setembre, 1999  | Socorro                  | LINEAR             |
| 74653 -          | 1999 RJ85              | 7 de setembre, 1999  | Socorro                  | LINEAR             |
| 74654 -          | 1999 RU85              | 7 de setembre, 1999  | Socorro                  | LINEAR             |
| 74655 -          | 1999 RG87              | 7 de setembre, 1999  | Socorro                  | LINEAR             |
| 74656 -          | 1999 RR87              | 7 de setembre, 1999  | Socorro                  | LINEAR             |
| 74657 -          | 1999 RG88              | 7 de setembre, 1999  | Socorro                  | LINEAR             |
| 74658 -          | 1999 RT89              | 7 de setembre, 1999  | Socorro                  | LINEAR             |
| 74659 -          | 1999 RU89              | 7 de setembre, 1999  | Socorro                  | LINEAR             |
| 74660 -          | 1999 RG90              | 7 de setembre, 1999  | Socorro                  | LINEAR             |
| 74661 -          | 1999 RN90              | 7 de setembre, 1999  | Socorro                  | LINEAR             |
| 74662 -          | 1999 RH93              | 7 de setembre, 1999  | Socorro                  | LINEAR             |
| 74663 -          | 1999 RK93              | 7 de setembre, 1999  | Socorro                  | LINEAR             |
| 74664 -          | 1999 RW93              | 7 de setembre, 1999  | Socorro                  | LINEAR             |
| 74665 -          | 1999 RA94              | 7 de setembre, 1999  | Socorro                  | LINEAR             |
| 74666 -          | 1999 RQ95              | 7 de setembre, 1999  | Socorro                  | LINEAR             |
| 74667 -          | 1999 RR95              | 7 de setembre, 1999  | Socorro                  | LINEAR             |
| 74668 -          | 1999 RJ96              | 7 de setembre, 1999  | Socorro                  | LINEAR             |
| 74669 -          | 1999 RN96              | 7 de setembre, 1999  | Socorro                  | LINEAR             |
| 74670 -          | 1999 RO100             | 8 de setembre, 1999  | Socorro                  | LINEAR             |
| 74671 -          | 1999 RT104             | 8 de setembre, 1999  | Socorro                  | LINEAR             |
| 74672 -          | 1999 RY104             | 8 de setembre, 1999  | Socorro                  | LINEAR             |
| 74673 -          | 1999 RG105             | 8 de setembre, 1999  | Socorro                  | LINEAR             |
| 74674 -          | 1999 RJ105             | 8 de setembre, 1999  | Socorro                  | LINEAR             |
| 74675 -          | 1999 RN109             | 8 de setembre, 1999  | Socorro                  | LINEAR             |
| 74676 -          | 1999 RR110             | 8 de setembre, 1999  | Socorro                  | LINEAR             |
| 74677 -          | 1999 RM111             | 9 de setembre, 1999  | Socorro                  | LINEAR             |
| 74678 -          | 1999 RM112             | 9 de setembre, 1999  | Socorro                  | LINEAR             |
| 74679 -          | 1999 RJ114             | 9 de setembre, 1999  | Socorro                  | LINEAR             |
| 74680 -          | 1999 RW115             | 9 de setembre, 1999  | Socorro                  | LINEAR             |
| 74681 -          | 1999 RX115             | 9 de setembre, 1999  | Socorro                  | LINEAR             |
| 74682 -          | 1999 RL117             | 9 de setembre, 1999  | Socorro                  | LINEAR             |
| 74683 -          | 1999 RC122             | 9 de setembre, 1999  | Socorro                  | LINEAR             |
| 74684 -          | 1999 RG123             | 9 de setembre, 1999  | Socorro                  | LINEAR             |
| 74685 -          | 1999 RT123             | 9 de setembre, 1999  | Socorro                  | LINEAR             |
| 74686 -          | 1999 RF125             | 9 de setembre, 1999  | Socorro                  | LINEAR             |
| 74687 -          | 1999 RA126             | 9 de setembre, 1999  | Socorro                  | LINEAR             |
| 74688 -          | 1999 RW128             | 9 de setembre, 1999  | Socorro                  | LINEAR             |
| 74689 -          | 1999 RB130             | 9 de setembre, 1999  | Socorro                  | LINEAR             |
| 74690 -          | 1999 RF130             | 9 de setembre, 1999  | Socorro                  | LINEAR             |
| 74691 -          | 1999 RV132             | 9 de setembre, 1999  | Socorro                  | LINEAR             |
| 74692 -          | 1999 RF134             | 9 de setembre, 1999  | Socorro                  | LINEAR             |
| 74693 -          | 1999 RG136             | 9 de setembre, 1999  | Socorro                  | LINEAR             |
| 74694 -          | 1999 RU136             | 9 de setembre, 1999  | Socorro                  | LINEAR             |
| 74695 -          | 1999 RA139             | 9 de setembre, 1999  | Socorro                  | LINEAR             |
| 74696 -          | 1999 RR141             | 9 de setembre, 1999  | Socorro                  | LINEAR             |
| 74697 -          | 1999 RZ141             | 9 de setembre, 1999  | Socorro                  | LINEAR             |
| 74698 -          | 1999 RZ142             | 9 de setembre, 1999  | Socorro                  | LINEAR             |
| 74699 -          | 1999 RG144             | 9 de setembre, 1999  | Socorro                  | LINEAR             |
| 74700 -          | 1999 RH145             | 9 de setembre, 1999  | Socorro                  | LINEAR             |